# Porvoon ajot
Porvoon ajot (finnisch, schwedisch Borgåloppet) ist ein finnischer Straßenradsportwettbewerb, der als Eintagesrennen veranstaltet wird.

## Geschichte
Das Rennen Porvoon ajot wurde 1926 begründet und ist das älteste finnische Eintagesrennen. Initiator des Rennens war der Radrennfahrer Raul Hellberg. Der Kurs führt von der finnischen Stadt Porvoo durch die Region am Finnischen Meerbusen im Süden Finnlands nach Helsinki und zurück nach Porvoo. Veranstalter ist der Verein Porvoon Akilles. Porvoon ajot war vom ersten Rennen an ein internationaler Wettbewerb. Erster ausländischer Sieger des Rennens war 1931 Nils Welin aus Schweden. Hans Preiskeit aus Deutschland konnte 1939 und 1940 gewinnen. Harry Hannus konnte das Rennen neunmal gewinnen.

## Palmarès
- 1926  Raul Hellberg
- 1927  Raul Hellberg
- 1928  Raul Hellberg
- 1929  Raul Hellberg
- 1930  Raul Hellberg
- 1931  Nils Welin
- 1932  Raul Hellberg
- 1933  Thor Porko
- 1934  Raul Hellberg
- 1935  Arne Berg
- 1936  Arne Berg
- 1937  Arne Koivisto
- 1938  Arne Berg
- 1939  Hans Preiskeit
- 1940  Hans Preiskeit
- 1941  Åke Seyffarth
- 1942–1944 nicht ausgetragen
- 1945  Harry Jansson
- 1946  Rolf Bernheim
- 1947  Vilgot Bodin
- 1948  Torvald Högström
- 1949  Olle Wickholm
- 1950  Torvald Högström
- 1951  Bengt Fröbom
- 1952  Bengt Fröbom
- 1953  Nils Henriksson
- 1954  Anders Ruben Forsblom
- 1955  Juhani Marttinen
- 1956  Ronald Ström
- 1957  Aatos Sivén
- 1958  Paul Nyman
- 1959  Juhani Pirskanen
- 1960  Unto Hautalahti
- 1961  Unto Hautalahti
- 1962  Kaj-Uno Johansson
- 1963  Eero Karhu
- 1964  Raimo Honkanen
- 1965  Olavi Aalto
- 1966  Raimo Honkanen
- 1967  Pertti Karhu
- 1968  Ole Wackström
- 1969  Raimo Suikkanen
- 1970  Mauno Uusivirta
- 1971  Kalevi Eskelinen
- 1972  Harry Hannus
- 1973  Harry Hannus
- 1974  Harry Hannus
- 1975  Harry Hannus
- 1976  Harry Hannus
- 1977  Harry Hannus
- 1978  Harry Hannus
- 1979  Patrick Wackström
- 1980  Harry Hannus
- 1981  Risto Niemi
- 1982  Risto Niemi
- 1983  Harry Hannus
- 1984  Erik Nyholmer
- 1985  Kari Juhani Myyryläinen
- 1986  Peter Jonsson
- 1987  Peter Jonsson
- 1988  Kari Juhani Myyryläinen
- 1989  Kari Juhani Myyryläinen
- 1990  Juha Kakko
- 1991  Tapio Niemi
- 1992  Kari Juhani Myyryläinen
- 1993  Pasi Hotinen
- 1994  Peep Mikli
- 1995  Kari Juhani Myyryläinen
- 1996  Kari Juhani Myyryläinen
- 1997  Esa Skyttä
- 1998  Kjell Carlström
- 1999  Oscar Stenström
- 2000  Andrus Aug
- 2001  Kjell Carlström
- 2002  Kjell Carlström
- 2003  Kjell Carlström
- 2004  Jussi Veikkanen
- 2005  Marek Salermo
- 2006  Mika Nieminen
- 2007  Mika Nieminen
- 2008  Marek Salermo
- 2009  Kjell Carlström
- 2010  Alexander Gingsjö
- 2011  Kjell Carlström
- 2012  Janek Tombak
- 2013  Paavo Paajanen
- 2014  Matti Manninen
- 2015  Ben Carman
- 2016  Samuel Pökälä
- 2017  Sebastiaan Pot
- 2018  Peeter Pung
- 2019  Joonas Henttala
- 2020  nicht ausgetragen
- 2021  Ukko Peltonen
- 2022 nicht ausgetragen
- 2023  Markus Auvinen
- 2024  Nicolas Grönlund